# Skučák
Skučák je rybník chráněný jako přírodní rezervace nacházející se v Rychvaldě v okrese Karviná. Rychvald je město pyšnící se bohatou rybníkářskou historií, díky čemuž si vysloužil přezdívku Malá Třeboň.
Rezervaci spravuje Krajský úřad Moravskoslezského kraje. Předmětem ochrany je ekosystém rybníka a okolní mokřadní biotopy. V celé přírodní rezervaci se vyskytuje řada chráněných druhů rostlin a živočichů, Skučák je významnou lokalitou pro hnízdění a migraci vodních ptáků.

## Historie
Rybníky na Karvinsku vznikaly přibližně ve stejnou dobu, jako vznikaly na Třeboňsku, nejvýznamnější rybníkářské oblasti v České republice. Také proto se oblasti rychvaldských rybníků často přezdívá Malá Třeboň.
Historie rybníkářství v Rychvaldu sahá do 15. století. Původně byly vybudovány dva rybníky: Skučák a Malý Skučák. Plocha Malého Skučáku byla přeměněna na rákosové porosty a mokřady, které jsou součástí přírodní rezervace. Vodní plocha je tedy výrazně menší, než tomu bylo v minulosti.
Až do padesátých let 20. století bylo běžné rybníky, včetně Skučáku, obhospodařovat polointenzivním způsobem. V té době se hospodaření dále zintenzivnilo, rybník se přeměnil na de facto chovné zařízení, což vedlo k úbytku vzácných živočichů a rostlin. V roce 1969 se stal rybník Skučák státní přírodní rezervací. Tato změna ovšem nezamezila nešetrnému zacházení s rybníkem. I přes zákazy docházelo ke hnojení rybníka chlévskou mrvou a močůvkou, a to v množství až několika tisíců litrů za rok, voda byla vápněna a vysazováno bylo příliš velké množství ryb, včetně býložravého amura bílého. Důsledkem přespříliš bohaté obsádky ryb byla silná eutrofizace vody a kontaminace organickými látkami. Tyto faktory poté vedly k celkovému znehodnocení přírodních podmínek rezervace, posléze k téměř úplnému vyhubení plavínu štítnatého a nepukalky plovoucí, dvou rostlin, které byly původním předmětem ochrany lokality.
Na kvalitě vody se rovněž podepsala obnova Statkových rybníků v osmdesátých letech 20. století, takže Skučák již nebyl prvním rybníkem na toku Lutyňky. To způsobilo nekontrolovatelný přínos živin do rybníka.
K výrazné změně pomohlo až rozhodnutí o povinnosti extenzivního hospodaření z roku 1989 a následně vytvoření prvního ochranářského plánu v roce 1992. Do té doby nebyla přírodní rezervace usměrňována dle žádného oficiálního dokumentu. První plán péče byl schválen pro období 1998–2007.
Správa rybníka byla roku 1995 převedena z Okresního úřadu Karviná na Agenturu ochrany přírody a krajiny ČR. Za finanční podpory Státního fondu životního prostředí byla v roce 2005 uskutečněna revitalizace oblasti. V rámci revitalizace proběhlo vybudování ostrovů a vodních lagun v rákosině a odbahnění. Vlivem sejmutí svrchní vrstvy bahna se v následující sezóně opět začal objevovat porost makrofyt, a to včetně plavínu štítnatého, který byl považován za zaniklý kvůli intenzivnímu hospodaření v minulosti.

## Přírodní poměry
Přírodní rezervace Skučák leží v Moravskoslezském kraji, v okresu Karviná, východně směrem na Orlovou. Rychvald spadá do městské ostravské aglomerace, v jeho okolí se nachází rozsáhlá zástavba. Oblast je součástí celku Ostravská pánev, podcelku Orlovská plošina. Rybník leží v nadmořské výšce 214–215 metrů. Výměra celé rezervace dosahuje 34,4 ha.
Rezervace sestává z rybníka, rákosových porostů, mokřadů a louky. V okolí se nachází další rybníky, které jsou využívány především k chovu ryb. Severně od Skučáku byly vybudovány Statkové rybníky. Jihozápadně od Skučáku leží Podkostelní rybník, Velký a Malý Cihelňák. Na severozápadě od Skučáku je rybník Nový stav, který je využíván ke sportovnímu rybolovu.

### Geologie
Rezervace Skučák se nachází na styku dvou geologických soustav, a to Českého masívu a Západokarpatské soustavy. Sledované území je protkáno flyšovým pásmem Moravskoslezských Beskyd, které je součástí Vnějších Západních Karpat. Sníženiny v pásmu Moravskoslezských Beskyd jsou zaplněné usazeninami pásma čelních karpatských hlubin.

### Geomorfologie
Lokalita přírodní rezervace patří do soustavy Vněkarpatských sníženin, jež byly vytvořeny díky poklesu a ohybu západoevropské platformy před čelem Karpat. Jsou to tektonické sníženiny vyplněné kvarterními a neogenními sedimenty. Celek Ostravská pánev, do kterého spadá přírodní rezervace Skučák, vznikla zásahem pevninského ledovce do Severní vněkarpatské sníženiny.
Ostravská pánev je rovinatá pahorkatina o rozloze 485 km² s průměrnou výškou 244 metrů. Je tvořena souvrstvím mořských třetihorních sedimentů, a také čtvrtohorními glacigenními, fluviatilními, a i eolitickými sedimenty, které obsahují značné množství ložisek černého uhlí. Podcelek Orlovská plošina se nachází ve středu Ostravské pánve. Jde také o téměř plochou pahorkatinu s nánosy štěrků, hlín a písků v nadloží uhlonosného karbonu. Oblast Orlovské plošiny byla ovlivněna periglaciální a humidní destrukcí, vykazuje pozůstatky akumulačních plošin a valů náporových morén. Na podcelek mělo velký vliv poddolování krajiny.

### Pedologie
Dominantním půdním druhem oblasti jsou písčitohlinité sedimenty s organickou příměsí. V prostředí rybníka se vytvořil klasický glej, který přechází do glejové fluvizemě.

### Hydrologie
Hlavním zdrojem napájení rybníka je Rychvaldská Lutyňka, která je ve vlastnictví města Rychvald. Rychvaldská Lutyňka je přítokem Rychvaldské (Orlovské) stružky.
Rybníky bývají typicky napouštěny postupně, a to především na jaře. Rybník Skučák je výjimkou, neboť je napouštěn vždy na podzim. Vypouštění rybníků bývá obvykle prováděno začátkem čtvrtého čtvrtletí nebo během třetího a čtvrtého měsíce roku, ale i v tomto případě je Skučák výjimkou. Rybník je totiž vypouštěn rovněž na podzim, a to kvůli hnízdění ptactva.
Kvalita vody je znehodnocována přihnojováním a vápněním.

### Podnebí
Pro oblast je charakteristické dlouhé, teplé a suché léto. Přechod mezi letním a zimním obdobím je krátký a mírný. Zima je spíš kratší, chladná a mírně suchá. Sněhová pokrývka má krátké trvání. Srážky dosahují maxima v letních měsících, průměr srážek za rok je 750 milimetrů.

### Flóra
Pro lokalitu jsou typická vodní makrofyta, ovšem intenzivnímu hospodaření, které zde v minulosti probíhalo, se již vodní nacházejí pouze v určitých fragmentech. Příkladem mohou být vodní makrofyta svazu Potaminion, především pak rdest světlý (Potametum lucentis) v mělkých eutrofních vodách, stolístek klasnatý (Potamo pectinati – Myriophylletum spicati) patřící k vodní vegetaci a pro brakické vody typická řečanka přímořská (Najadetum marinae). Za dobých podmínek se v mělkých stojatých vodách objevuje plavín štítnatý (Nymphoides peltata).
Dále v lokalitě můžeme nalézt rdest vláskovitý (Potamogeton trichoides), voďanku žabí (Hydrocharis morsus-ranae), bublinatku jižní (Utricularia australis) či žebratku bahenní (Hottonia palustris).[zdroj?]
Mezi zvláště chráněné a ohrožené rostliny oblasti patří například lakušník niťolistý (Batrachium trichophyllum), ostřice šáchorovitá (Carex bohemika), ostřice pobřežní (Carex riparia), okřehek trojbrázdý (Lemna trisulca), řečanka menší (Najas minor), rdest tupolistý (Potamogeton obtusifolius) a skřípinec jezerní (Schoenoplectus lacustris).[zdroj?]

### Fauna
Biogeograficky lze zařadit Skučák a jeho okolí do Ostravského bioregionu polonské provincie. Jedná se o malakologicky významnou lokalitu, nachází se zde totiž několik vzácných druhů měkkýšů. Bohatá je rovněž populace vážek a vodních brouků. Nejzajímavější a zároveň nejdůležitější skupinou této přírodní rezervace jsou však ptáci. Jedná se o ornitologicky velice významnou lokalitu Slezska, je dokonce jednou ze zásadních lokalit Ptačí oblasti Heřmanský stav – Odra – Poolší. Nejvýznamnější částí rezervace z pohledu ornitologie jsou okolní rákosiny, mokřady, a také ostrovy, které zde byly vybudovány právě pro hnízdění a rozmnožování ptáků.
V současnosti[kdy?] se zde nachází asi 24 zvláště chráněných druhů, a to buď v hnízdním období a nebo na tahu. Čtyři druhy jsou dokonce kriticky ohrožené.
Přestože je nyní[kdy?] v Evropě racek chechtavý (Larus ridibundus) na ústupu, je to právě Skučák, kde hnízdí populace těchto ptáků o počtu až 1500 párů, což je jedno z největších hnízdišť na Karvinsku a Ostravsku.
Mezi zvláště chráněné a ohrožené druhy živočichů patří bahenka živorodá (Viviparus contectus), vrkoč mnohozubý (Vertigo antivertigo), šídlo tmavé (Anax parthenope), lesklice skvrnitá (Somatochlora flavomaculata), potápník vroubený (Dytiscus marginalis), piskoř pruhovaný (Misgurnus fossilis), čolek velký (Triturus cristatus), skokan skřehotavý (Pelophylax ridibundus), skokan ostronosý (Rana arvalis), potápka černokrká (Podiceps nigricollis), bukač velký (Botaurus stellaris), bukáček malý (Ixobrychus minutus), čírka modrá (Spatula querquedula), polák malý (Aythya nyroca), moták pochop (Circus aeruginosus), racek černohlavý (Ichthyaetus melanocephalus),  rybák bahenní (Chlidonias hybrida), ledňáček říční (Alcedo atthis),slavík modráček středoevropský (Luscinia svecica cyanecula) a vydra říční (Lutra lutra).

## Ochrana přírody
Skučák spadá do kategorie IUCN IV. – řízená rezervace. Překrývá se s ptačí oblastí Heřmanský stav – Odra – Poodří, která patří do soustavy Natura 2000.
Předmětem ochrany v přírodní rezervaci je rybniční ekosystém, okolní rákosiny a mokřady, v nichž se vyskytují vzácné druhy živočichů a rostlin. Lokalita je rovněž významným hnízdištěm a migračním stanovištěm vodních ptáků.
V současné době[kdy?] jsou hlavním předmětem zájmu ochrany například vegetace parožnatek, vegetace mělkých stojatých vod s dominantní žebernatkou bahenní (Hottonia palustris), makrofytní vegetace přirozeně eutrofních a mezotrofních stojatých vod, rákosiny eutrofních stojatých vod, vegetace vysokých ostřic, vlhké pcháčové louky, mokřadní vrbiny, mokřadní olšiny a údolní jasanovo-olšové luhy.
S ohledem na ochranu rybníka a jeho ekosystém je prováděno rybářské hospodaření extenzivní jednohorkové, kdy jsou rybí obsádky stanovovány individuálně pro jednotlivé hospodářské cykly. Sádka je složena především z kapra a doplněna je dravou rybou (candátem či štikou). 
Rybník a jeho stav je hodnocen dle ukazatelů, kterými jsou například průhlednost vody, která nesmí od 1.3. do 31.7. poklesnout pod 40 cm, stav zooplanktonu, výskyt řas a fytoplanktonu nebo stav vodních makrofyt.
Cílem ochrany oblasti je zachovat rybník typický pro Ostravskou pánev, udržet a pečovat o její diverzitu s důrazem na podporu mokřadních společenstev, usilovat o udržení lokality jako významného hnízdiště a tahového stanoviště ptáků.

## Přístup
Okolo jihozápadní hranice rybníka Skučák vede hlavní silnice II/470 vedoucí z Ostravy do Orlové. Na straně silnice po směru na Ostravu se nachází čerpací stanice a za ní sběrný dvůr. Na obou stranách silnice je autobusová zastávka Rychvald, U závor.
Rybník je přístupný po výše zmíněné silnici nebo také pěšky z různých stran rybníka v oblasti zástavby. Z východní strany rybníka vede cesta po ulici U tratě, dále pak přes les okolo železniční tratě, ze západní strany po ulici U Skučáku nebo ulici Rybničná. Ze severní strany rybníka nevede žádná oficiální stezka.

## Galerie

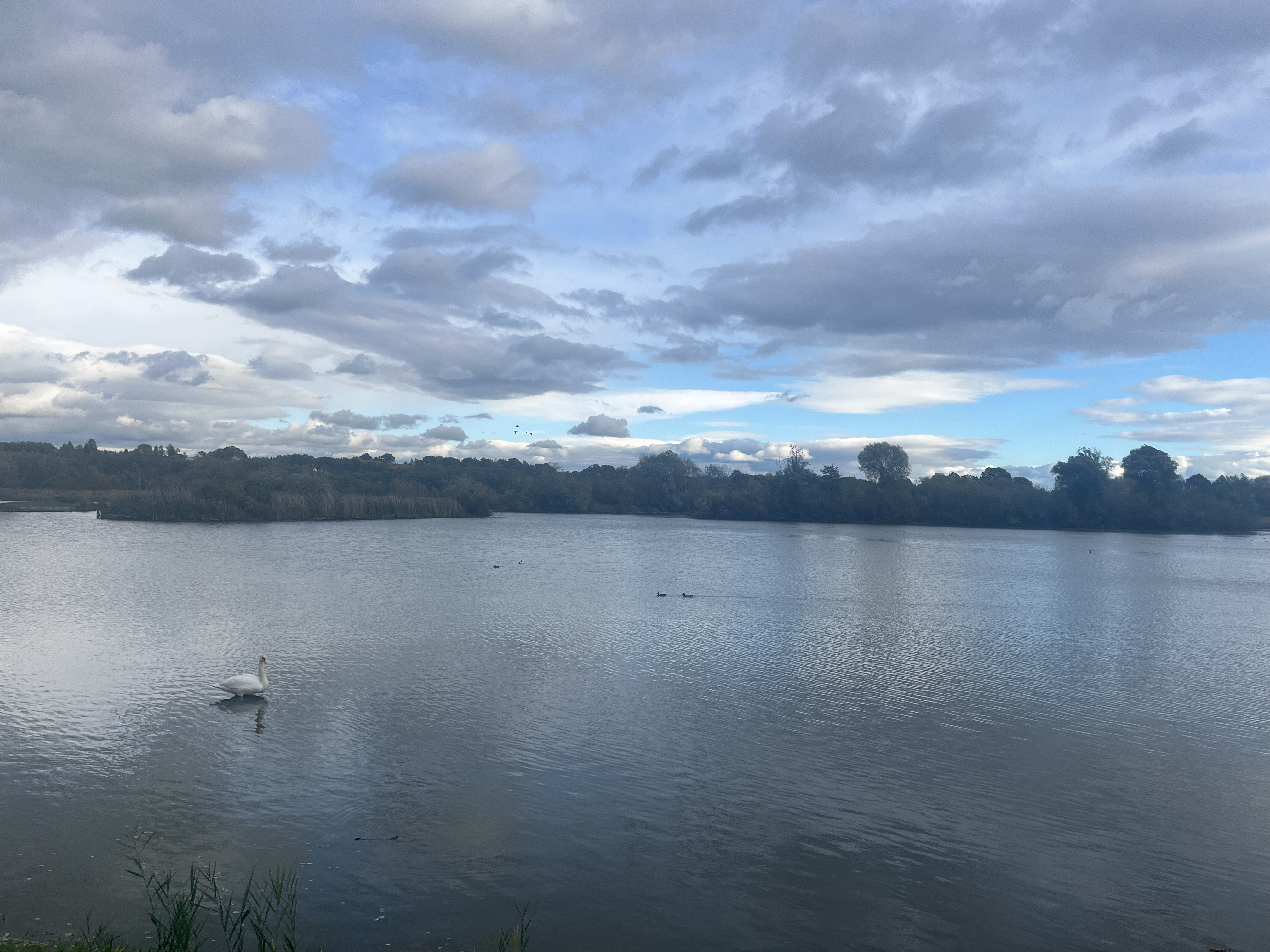
Pohled na rybník Skučák od hlavní cesty na ulici Rybničná, na hladině rybníka plave labuť obrovská a několik jedinců kachny divoké
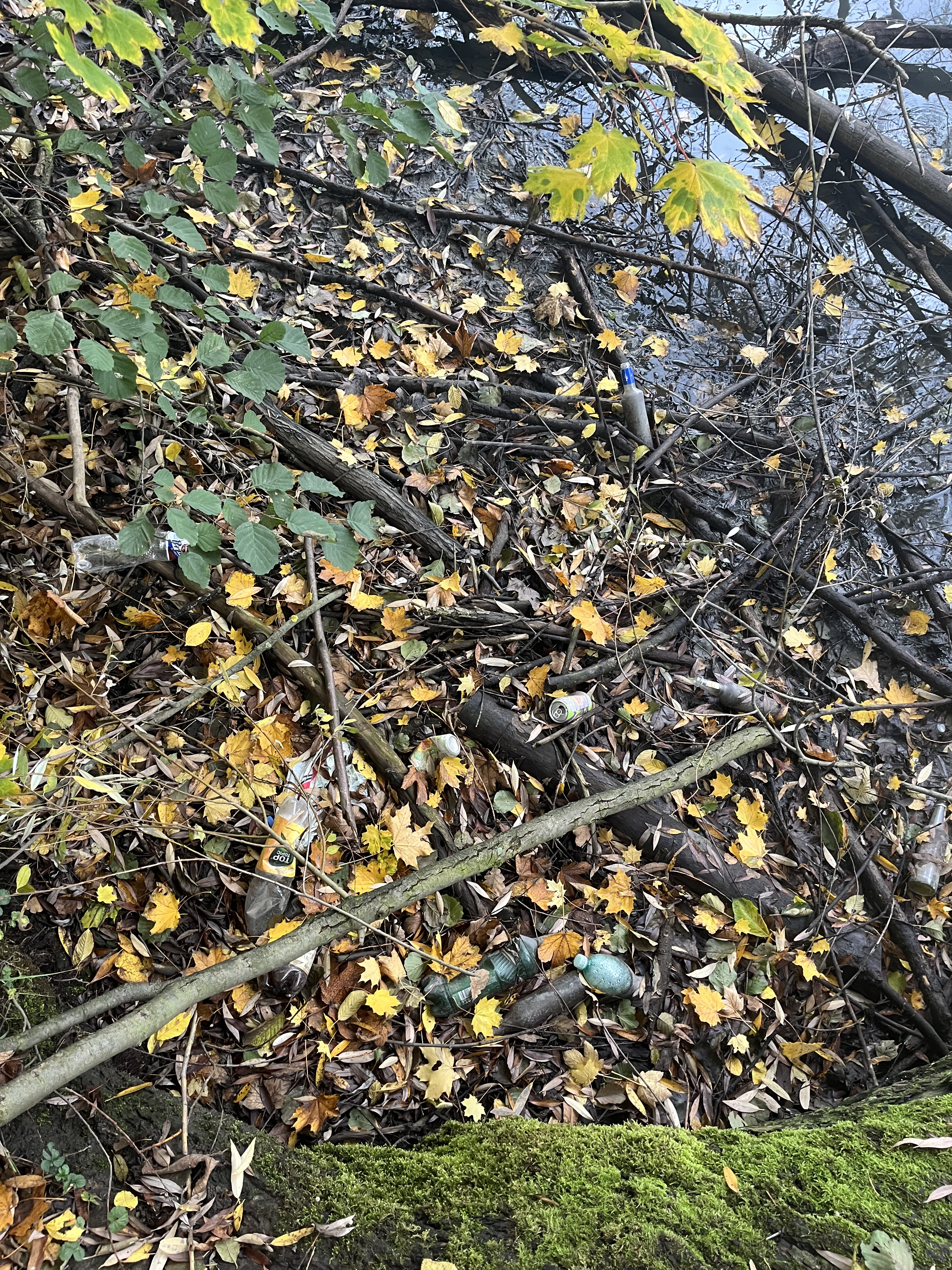
Odpadky v oblasti mokřadů přírodní rezervace Skučák
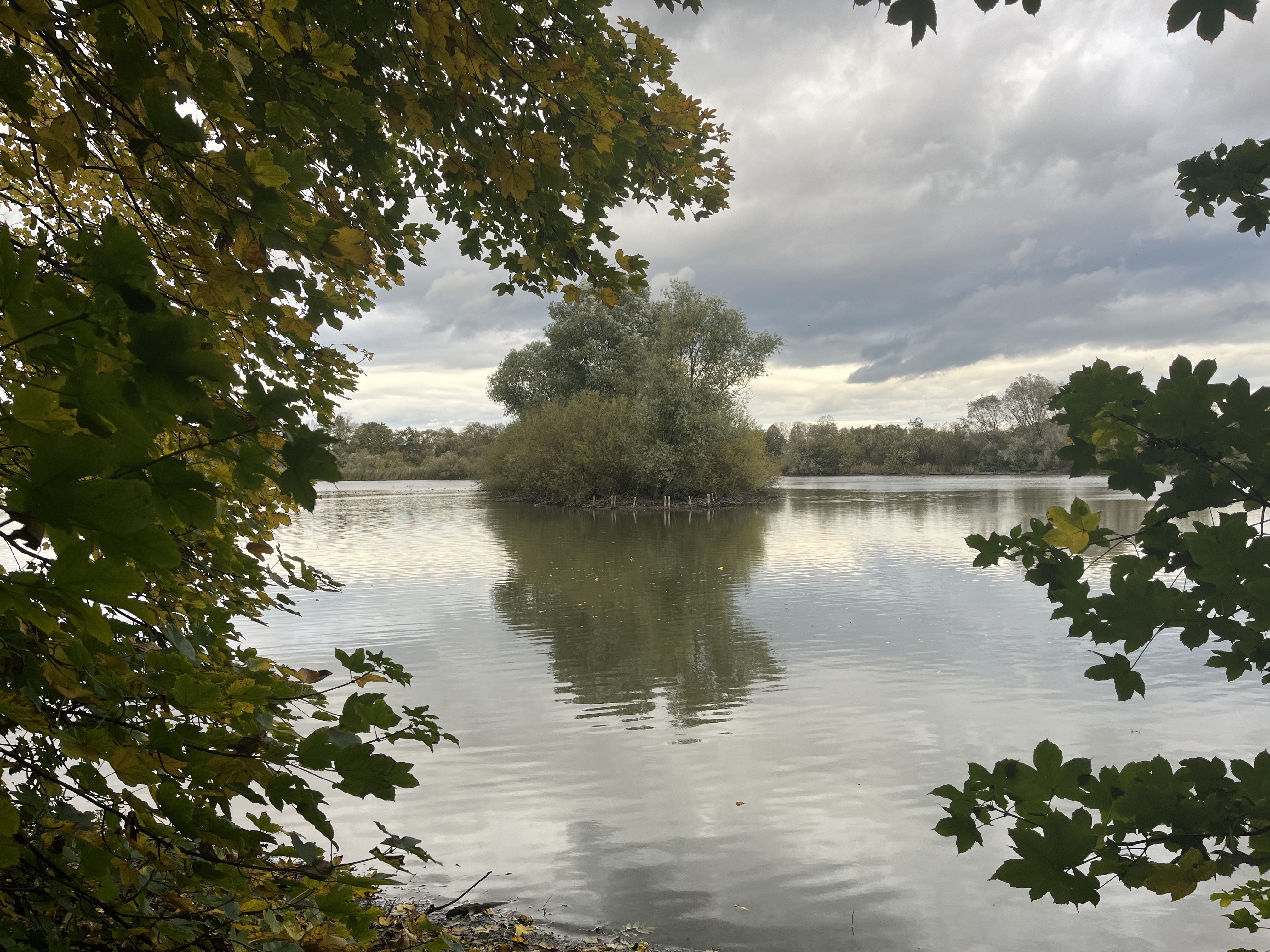
Uměle vytvořený velký ostrov využívaný jako hnízdící a migrační lokalita ptáků
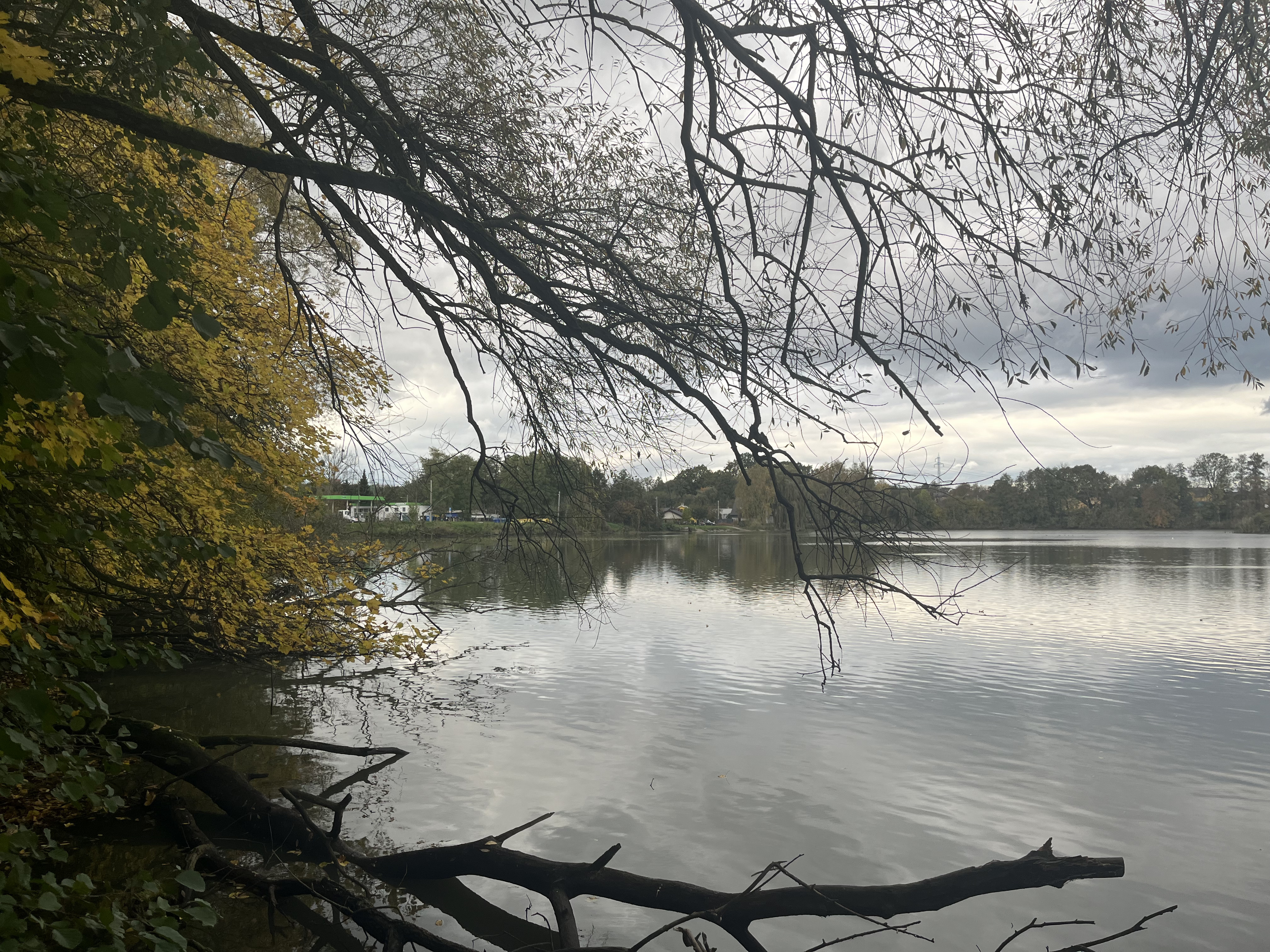
Pohled na rybník z jižní strany rybníka
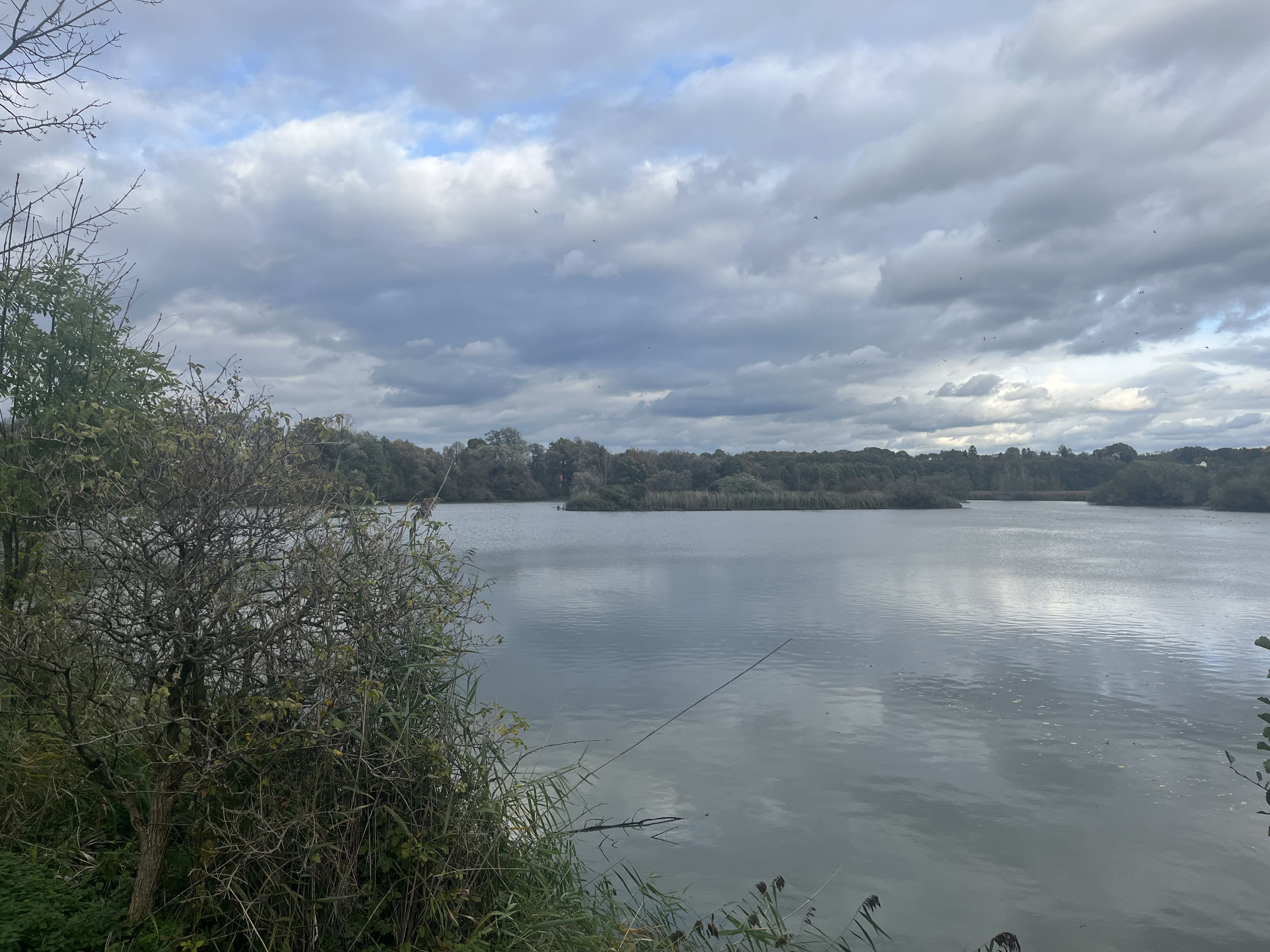
Pohled na středně velký uměle vytvořený ostrov, který slouží jako hnízdící a migrační lokalita ptáků